# Сек, Идрисса
Идрисса Сек (фр. Idrissa Seck; род. 9 августа 1959, Тиес, Сенегал) — сенегальский политик, премьер-министр Сенегала с 4 ноября 2002 по 21 апреля 2004 года. Он был одним из членов Сенегальской демократической партии и считался протеже президента Абдулая Вада. В феврале 2007 года на президентских выборах занял второе место, набрав примерно 15 % голосов.

## Биография
Идрисса Сек родился в городе Тиес 9 августа 1959 года, в бедной семье, отец его продавал старые вещи на рынке. В 6 лет он поступил в исламскую школу в Тиесе, а после начал учиться в начальной школе, а затем и в средней школе имени Святого Габриэля, которую закончил в 1981 году. В 1983 году он поступил в Институт политических исследований в Париже, а затем учился в Школе общественных и международных отношений имени Вудро Вильсона при Принстонском университете (США). В 1988 году женился на Ндие Кумба Пенда Талл, от которой у него четверо детей.

## Карьера
Идрисса Сек начал свою профессиональную карьеру в 1986 году, в качестве консультанта по управлению в Price Waterhouse, которую он оставил в 1992 году.

## Политика
В возрасте 15 лет Идрисса Сек вступил в Сенегальскую демократическую партию, а в 1988 году становится заместителем руководителя партии. В 1988 году был главой избирательного штаба Абдулая Вада на президентских выборах.
В 1995 году он занимал пост министра торговли, ремесел и промышленности. На президентских выборах в 2000 году, снова руководит избирательным штабом Абдулая Вада. 4 ноября 2002 году после победы на президентских выборах Абдулая Вада Идрисса Сек был назначен премьер-министром страны, сменив на этом посту Маме Мадиор Бойе и занимал этот пост до 21 апреля 2004 года.
В 2005 году Идрисса Сек, обвинён в коррупции и растрате 44 миллиардов франков, по делу связанным с верфью в городе Тиес, где он был мэром в это время. В июле 2005 года он был арестован. В начале 2006 года был выпущен на свободу.
В 2006 году Сек создаёт партию Rewmi и выдвигают свою кандидатуру на президентские выборы 2007 года. На президентских выборах он занимает второе место, набрав 14,86 % голосов.
В 2012 году снова участвует в президентских выборах, но проигрывает в первом туре, набрав всего 7 % голосов. Во втором туре Идрисса Сек поддерживает кандидатуру Маки Саля, который и выигрывает президентские выборы.
В 2019 году в третий раз участвует в выборах президента, но снова проигрывает набрав 20,51 % голосов.

## Примечание
1. ↑  Senegal. www.worldstatesmen.org. Дата обращения: 31 августа 2019. Архивировано 30 августа 2019 года.
2. ↑  Seneweb news : Le texte intégral de la décision du Conseil constitutionnel. web.archive.org (28 сентября 2007). Дата обращения: 31 августа 2019. Архивировано 28 сентября 2007 года.
3. ↑  Senegal's premier party hack. 11 ноября 2002. Архивировано 6 ноября 2011. Дата обращения: 31 августа 2019.
4. 1 2 3  Portrait de M. Idrissa SECK | Centre d'Informations et de Documentation sur les Institutions et la Gouvernance. www.dri.gouv.sn. Дата обращения: 31 августа 2019. Архивировано 11 сентября 2019 года.
5. ↑  Xalima News. L’incroyable Histoire De Idrissa Seck, L’homme Le Plus Craint Du Pouvoir Actuel | Xalima.com (фр.). Дата обращения: 31 августа 2019. Архивировано 31 августа 2019 года.
6. ↑  Portrait de M. Idrissa SECK | Centre d'Informations et de Documentation sur les Institutions et la Gouvernance. www.dri.gouv.sn. Дата обращения: 3 сентября 2019. Архивировано 11 сентября 2019 года.
7. 1 2 3 4 5  Badji, Samba Dialimpa (15 февраля 2019). Idrissa Seck : la dernière chance ?. Архивировано 16 февраля 2019. Дата обращения: 3 сентября 2019.
8. ↑  DÉCISION N° 4-E-2019 AFFAIRE N° 25-E-19 (фр.) (5 марта 2019). Дата обращения: 3 сентября 2019. Архивировано 16 августа 2019 года.